# Amauromyza caliginosa
Amauromyza caliginosa är en tvåvingeart som beskrevs av Spencer 1963. Amauromyza caliginosa ingår i släktet Amauromyza och familjen minerarflugor. Inga underarter finns listade i Catalogue of Life.